# 广西凭祥综合保税区
广西凭祥综合保税区，是中华人民共和国广西壮族自治区崇左市凭祥市下辖的一个类似乡级单位。

## 行政区划
凭祥镇下辖以下地区：
总部社区、弄尧（怀）边境贸易点管委会社区和浦寨边境贸易点管委会社区。